# لائقة المصري
لائقة المصري (1900-1983) مُدرسة فلسطينية ولدت عام 1900، لعائلة فلسطينية تعود أصولها إلى مدينة يافا، هجرت عائلتها بعد عام النكبة إلى نابلس، فتلقت تعليمها في مدينة نابلس في مدرسة البلدة القديمة، وكانت معلمتها تركية الأصل، فأتقنت لائقة اللغة التركية، وعرف عنها الفطنة والذكاء والتدين وعمل الخير، حيث شاركت في العديد من الأنشطة الخيرية والمجتمعية. وعملت بالتعليم، وهي من مؤسسي الإتحاد النسائي بنابلس عام 1936.

## أنشطتها
انضمت لائقة عمر المصري إلى سيدات مرموقات في المدينة لتشكيل جمعية خيرية لمساعدة المحتاجين عام 1921، وكانت رئيسة هذه المجموعة النسوية الآنسة مريم هاشم. وشاركت كذلك في المؤتمر النسائي في القاهرة عام 1949، ووجهت نداء إلى الملك فاروق لإنقاذ فلسطين. وشاركت في مؤتمر الإتحادات النسائية للعالم العربي في بيروت. وناضلت مع رفيقاتها عندليب العمد ورشيدة المصري من أجل بناء مقر دائم لجمعية الاتحاد النسائي العربي.
بالإضافة إلى ذلك، شاركت في الميثاق الوطني الأردني المؤتمر الثاني النسائي العربي المنعقد بدار الأوبرا الملكية ودار رئيس المجتمع الوطني الاتحاد النسائي المصري في كانون أول 1944. وساهمت في بناء مستشفى الاتحاد النسائي العربي مع عندليب العمد.

## وفاتها
وتوفيت في نابلس عام 1983.